# Glee: The Music, The Christmas Album
Glee: The Music, The Christmas Album è un album di colonna sonora pubblicato dal cast della serie TV musicale statunitense Glee.

## Descrizione
Il disco, pubblicato nel novembre 2010, contiene canzoni tratte dall'episodio A Very Glee Christmas (stagione 2, episodio 10), dedicato al Natale. Si tratta quindi di un album natalizio.

## Tracce
Accanto ai titoli sono indicati gli interpreti originali.
1. Angela Lansbury nel musical Mame – We Need a Little Christmas – 2:45
2. Deck the Rooftop – 2:32
3. Traditional/Benjamin Hanby – Merry Christmas Darling – 3:04
4. Frank Loesser & Lynn Garland – Baby, It's Cold Outside – 2:48
5. Videocraft Chorus per lo special-TV Rudolph the Red-Nosed Reindeer – The Most Wonderful Day of the Year – 2:02
6. Wham! – Last Christmas – 3:37
7. God Rest Ye Merry, Gentlemen – 3:11
8. O Christmas Tree – 3:02
9. Edison Male Quartet – Jingle Bells – 2:56
10. Thurl Ravenscroft per lo special-TV Come il Grinch rubò il Natale – You're a Mean One, Mr. Grinch (feat. k.d. lang) – 3:20
11. Angels We Have Heard on High – 4:24
12. O Holy Night – 5:01

## Formazione
- Dianna Agron
- Nikki Anders
- Kala Balch
- Ravaughn Brown
- Chris Colfer
- Kamari Copeland
- Darren Criss
- Missi Hale
- Jon Hall
- k.d. lang
- Storm Lee
- David Loucks
- Jane Lynch
- Jayma Mays
- Kevin McHale
- Lea Michele
- Cory Monteith
- Heather Morris
- Matthew Morrison
- Chord Overstreet
- Amber Riley
- Naya Rivera
- Mark Salling
- Onitsha Shaw
- Jenna Ushkowitz
- Windy Wagner